# Kochánky
Kochánky är en ort i Tjeckien.   Den ligger i regionen Mellersta Böhmen, i den centrala delen av landet, 30 km nordost om huvudstaden Prag. Kochánky ligger 192 meter över havet och antalet invånare är 389.
Terrängen runt Kochánky är huvudsakligen platt. Kochánky ligger nere i en dal. Runt Kochánky är det ganska tätbefolkat, med 166 invånare per kvadratkilometer. Närmaste större samhälle är Mladá Boleslav, 17,3 km nordost om Kochánky. Trakten runt Kochánky består till största delen av jordbruksmark.